# Organisation internationale des coopératives de production industrielle, d’artisanat et de services
L'Organisation internationale des coopératives de production industrielle, d’artisanat et de services (CICOPA) est une organisation sectorielle de l’Alliance coopérative internationale regroupant les coopératives de production. Elle a pour slogan « Travailler ensemble » et réunit les unions nationales de société coopérative et participative (SCOP).
Elle a produit la Déclaration Mondiale sur le Travail Associé Coopératif en 2005.